# Dalton Pepper
Dalton Pepper (Levittown, Pensilvania, 17 de febrero de 1992) es un jugador de baloncesto estadounidense que pertenece a la plantilla del UEB Cividale de la Serie A2 italiana. Con 1,96 metros de estatura, juega en la posición de escolta. 

## Trayectoria deportiva

### Universidad
Jugó dos temporadas con los Mountaineers de la Universidad de Virginia Occidental, en las que promedió 3,5 puntos y 1,1 rebotes por partido.
En 2011 fue transferido a los Owls de la Universidad de Temple, donde tras pasar el año en blanco que marca la NCAA para este tipo de transferencias, jugó dos temporadas más, y si bien en la primera no contó con la confianza de su entrenador, en su temporada sénior liderí al equipo en anotación, con 17,5 puntos por partido, añadiendo además 5,1 rebotes y 2,4 asistencias por partido.

### Profesional
Tras no ser elegido en el Draft de la NBA de 2014, en el mes de julio firmó su primer contrato profesional con el MKS Dąbrowa Górnicza de la Polska Liga Koszykówki polaca. Allí jugó una temporada en la que promedió 12,5 puntos y 3,3 rebotes por partido.
La temporada siguiente fichó por el N.P.C. Rieti de la Serie A2 italiana, donde en su primera temporada promedió 17,8 puntos y 4,7 rebotes por partido. En mayo de 2016 fue cedido al Pallacanestro Virtus Roma para disputar solamente los playout de descenso, salvando finalmente la categoría.
Regresó posteriormente a Rieti donde en su segunda temporada promedió 16,3 puntos y 5,5 rebotes por partido.